# شناتال عليا
شناتال عليا هي قرية في مقاطعة سلماس، إيران. يقدر عدد سكانها بـ 368 نسمة بحسب إحصاء 2016.